# Manuel Bernabé
Manuel Bernabé y Hernández (Parañaque, Filipinas  17 de febrero de 1890 - Parañaque, 29 de noviembre de 1960) fue un poeta filipino.

## Biografía
Estudió el Bachillerato en el Ateneo de Manila y Derecho en la Universidad de Santo Tomás. Bernabé llegó a escribir en los periódicos La Democracia y La Vanguardia, y después de la Segunda Guerra Mundial también en la revista Excelsior.
En 1913 triunfó en concursos de poesía, y en 1925 obtuvo el Premio Zóbel por su traducción en verso del Rubaiyat,  publicada el año siguiente con un prólogo de Cecilio Apóstol. En 1929 publicó su primera colección de versos, Cantos del Trópico, prologado por Claro M. Recto. 
Actuó por algún tiempo en política,  llegando a ser diputado en el Congreso de Filipinas, y fue igualmente miembro de la Academia Filipina, donde en 1931 leyó en sesión pública su drama en verso sobre el héroe nacional, General Gregorio del Pilar. Fue profesor de español en la Universidad de Filipinas y en el Instituto de Español de San Juan de Letrán.  
Fue el constante contrapunto de Jesús Balmori en muchas justas poéticas. En 1950, fue designado Poeta Nacional , y al año siguiente, visitó España, acompañando al Presidente Quirino. Publicó otro libro de versos en 1957, Perfil de Cresta.  Además de su fama como poeta, era un declamador de gran éxito popular.